# Grozdan Knežević
Grozdan Knežević (Makarska, 8. lipnja 1928. – Zagreb, 8. srpnja 2008.) bio je hrvatski arhitekt.

## Životopis
Diplomirao 1953. godine, na Tehničkom fakultetu  (Arhitektonski odjel) u Zagrebu, doktorirao 1980. godine  s disertacijom „Apsolutna i relativna fleksibilnost u organizaciji stana“. Na istom fakultetu je bio profesor od 1985. – 1995. godine. Autor je brojnih stambenih i obiteljskih zgrada u Zagrebu, poznatiji objekti su, poslovni toranj Industrogradnje na Savskoj cesti, 1972. godine, (stambeni tornjevi u Čazmanskoj ul., 1968. godine, stambene zgrade na Ksaveru, 1975. godine, na Savici, 1984. godine, te mnogo drugih projekata. Za svoj doprinos i zasluge je dobio nagradu »Vladimir Nazor« za životno djelo 1993. godine i drugih šezdesetak  nagrada.
Knjige čiji je autor s Ivom Kordišem iz Zagreba, su, Stambene i javne zgrade“, Tehnička knjiga, „Višestambene zgrade“. Voditelj je znanstvenih domaćih projekata istraživać glavni američko-hrvatskog projekta znanstvenog  „Energetska i ambijentalna rehabilitacija u stanovanju-PN 777“. Izlagao je na 15 izložbi Zagrebačkog salona, „50 godina arhitekture u Hrvatskoj“  i dvije skupne izložbe: „Arhitektura sedamdesetih godina u Hrvatskoj“.
Umro je u Zagrebu, 8. srpnja 2008. i pokopan na Mirogoju.

## Vanjske poveznice
- Knežević, Grozdan Hrvatska tehnička enciklopedija, portal hrvatske tehničke baštine. LZMK